# Antonio M. Battro
Antonio M. Battro (Mar del Plata, 6 de febrero de 1936) es un médico y psicólogo argentino. Obtuvo su título de grado como médico de la Universidad de Buenos Aires, en 1957, y doctor en medicina de la misma en 1985; y un doctorado en Psicología de la Universidad de París en 1961, y estudios de Lógica Matemática en la Universidad de Friburgo (Suiza), en 1962.
Fue miembro del Centro Internacional de Epistemología Genética de la Universidad de Ginebra, dirigido por Jean Piaget, director asociado de la Escuela de Altos Estudios en el Laboratorio de Psicología Experimental y Comparada de la Universidad de París y profesor visitante de la Universidad de Harvard, Graduate School of Education. Es miembro de la Pontificia Academia de Ciencias y de la Academia Nacional de Educación.

## Premios
- 1969. Premio Daniel Goytía, Asociación Argentina para el Progreso de la Ciencia
- 1970. Premio Nacional de Ciencias del Ministerio de Educación de  Argentina
- 1979. Premio Mira y López, Fundación Getulio Vargas de Río de Janeiro
- 1985. Premio Laurel de Plata, Rotary Club Buenos Aires
- 1986. Premio Konex (1986)
- 1987. Distinción de honor Fendim,  Federación Argentina de Entidades pro Atención del Deficiente Mental

## Becas
- Beca Guggenheim
- Fundación Fulbright
- Fundación Eisenhower

## Obra
Funda el Centro de Investigaciones Filosóficas (CIF). Miembro de la Academia Nacional de Educación.

### Libros
- Dictionnaire d´ épistémologie génétique. Presses Universitaires de France. 1966
- El pensamiento de Jean Piaget: : psicología y epistemología. Emecé. Bs As. 381 pp. 1969
- Diccionario de epistemología genética. Proteo, Bs As, 1970 & Centro Editor. Bs As 1981
- Psicologismo y epistemología genética. Psicología y epistemología genéticas : temas piagetianos. Buenos Aires : Proteo, 1970. p. 55-62
- Manual práctico de psicología moderna. Emecé. Bs As. 1971
- Diccionario Terminológico de Jean Piaget. Pioneira. São Paulo. 1978
- Battro, AM; Cruz Fagundes, L. El niño y el semáforo. Emecé. Bs As. 1979
- Computación y aprendizaje especial. Aplicaciones del lenguaje Logo en el tratamiento de niños discapacitados. El Ateneo. 1986
- Battro, AM; Denham, P. Discomunicaciones. Computación para niños sordos. El Ateneo. 1989
- La educación del talento excepcional. Fundación BA Houssay. Bs As. 1990
- Battro, AM; Denham, PJ. La educación digital. Emecé. Bs As. 1997
- Half a Brain is enough: The story of Nico. Cambridge. 2000
- Mettà cervello è abastanza: La neuroeducazione di un bambino senza emisfero destro. Erickson. Trento. 2002
- Un demi-cerveau suffit. Odile Jacob. París. 2003
- Battro, AM; PJ Denham. Aprender hoy. Tres vols. Paper Editores. Bs As. 2003-2005
- Battro, AM; PJ Denham. 2007.  Hacia una Inteligencia Digital. ISBN 978-987-9145-18-0 [Archivo pdf 1,7 MB]

Publicó además, más de 60 artículos en 5 idiomas.

### Tesis doctoral
- Battro, A. M. L'étendue du champ perceptif en fonction du temps d'excitation. Tesis de la Universidad de París. 1960

Socio de "Battro & Denham": consultoría internacional de instituciones educativas y de empresas. 
Se dedica a la aplicación de tecnologías informáticas en el desarrollo de las capacidades neurocognitivas.